# آسباخ (وشتروالد)
آسباخ (به آلمانی: Asbach) یک شهر در آلمان است که در Neuwied واقع شده‌است. آسباخ ۷٬۰۵۱ نفر جمعیت دارد.